# هیدگ‌کوت
هیدگ‌کوت (به مجاری:  Hidegkút) یک شهرداری در مجارستان است که در ناحیه وسپرم واقع شده‌است. هیدگ‌کوت ۱۳٫۵۸ کیلومتر مربع مساحت و ۴۳۴ نفر جمعیت دارد.